# Oedopeza apicalis
Oedopeza apicalis es una especie de escarabajo longicornio del género Oedopeza, tribu Acanthocinini, subfamilia Lamiinae. Fue descrita científicamente por Gilmour en 1962.

## Descripción
Mide 10-12,4 milímetros de longitud.

## Distribución
Se distribuye por Bolivia, Brasil y Guayana Francesa.